# Selección de fútbol de Cerdeña
La selección de fútbol de Cerdeña es el representativo nacional de la región autónoma de Cerdeña (Italia) en las competiciones oficiales. No es miembro de la FIFA ni de la UEFA, así que sus partidos no son reconocidos por esas entidades. A pesar de ello, es miembro de ConIFA desde 2018,  por lo que el equipo es adepto a participar en la Copa Mundial de ConIFA y en la Copa Europa de Fútbol de ConIFA. Su organización está a cargo de la Federación Nacional de Deportes de Cerdeña, fundada en 2012.

## Historia

### Primeros partidos internacionales
La primera aparición oficial documentada de un equipo nacional de Cerdeña se remonta a 1990. La Selección de Inglaterra estaba en Cerdeña preparándose para el mundial de Italia. Debido a eso, se estableció un entrenamiento para los mejores jugadores sardos atrapados entre Serie C y Dilettanti para poder enfrentar a los británicos en la prueba previa al mundial. Los primeros jugadores en llevar la camiseta de la selección, bajo las órdenes de Mariano Dessì, el decano de los entrenadores sardos de esa época, fueron Nioi en la portería, Spano, Moro, Bortolini y Tomasso en defensa, el futuro director deportivo. del  Cagliari Francesco Marroccu, Martínez, Tolu y Ennas en el mediocampo, Corda y Gianfranco Zola, el único profesional y luego militante en el Napoli fresco de Scudetto. En la segunda mitad, Toffolon, Laconi, Carta, Nieddu, Di Laura, Mura, Napoli, Fara y Angioni también entraron. El juego terminó 10-2 para los ingleses: curiosamente la ventaja fue Cerdeña, pero solo gracias a un gol en propia puerta de Steve McMahon en el primer minuto antes de que los jugadores de la isla siguieran tocando el balón. Este gesto simboliza metafóricamente lo que habrían sido las acciones violentas de hooligans, la franja más frenética de los fanáticos ingleses, en el momento temido en Europa Después de esta demostración, dado el desequilibrio de poder, el juego fue dominado por Inglaterra, que marcó con el propio McMahon, un triplete de Neil Webb y uno de Peter Beardsley, un doble para Steve Bull y una red de David Platt. Sin embargo, para Tomasso hubo la gloria de anotar el primer gol en la historia de la Nationale .
Se necesitaron siete años para ver nuevamente a la selección sarda en un campo de fútbol. En julio de 1997, en el Stadio Quadrivio en Nuoro, gracias al líder sardo del partido separatista de Cerdeña Francesco Cesaraccio, se organizó un partido amistoso entre los equipos de las islas hermanas, Cerdeña y Córcega. A comparación con las convocatorias anteriores contra Inglaterra, la lista contenía varios jugadores profesionales. El director técnico fue Gustavo Giagnoni, el cual convocó a los guardametas Gianfranco Pinna y Giuseppe Nioi. En la defensa estaban Gian Battista Scugugia, Vittorio Pusceddu, Gianluca Festa y Salvatore Matrecano. Como mediocampos estaban Pier Giovanni Rutzittu, Marco Sanna, Pietro Garau, Massimiliano Pani, Alessandro Manca, Igor Marziano y dos hijos de emigrante: el sardo-alemán Sergio Allievi y el sardo-neerlandés Daniel Agus. En la delantera estaba Gianfranco Zola, Tomaso Tatti, Roberto Manca, Roberto Cau, Emanuele Matzuzzi y otro emigrante, el sardo-belga Antonio Lai. El portero Nioi y Zola fueron los únicos convocados en ambos encuentros. El juego en sí había sido equilibrado y Cerdeña ganó por 1-0 con un gol en el minuto veinte de la segunda mitad por el futuro delantero del Chelsea F.C.,  Gianfranco Zola.

### Primeros intentos de asociación como miembro internacional.
La historia demostró que el proyecto de una selección sarda seguía siendo ocasional, por lo que se olvidaría un buen tiempo. Pasaron 11 años para que se volviera a hablar de la Natzionale. En 2008, en Gonnosfanadiga se fundó la Liga Federal Sarda de Fútbol por el toscano Giampiero Sogus, hijo de un migrante sardo, con la participación, como vicepresidente del alcalde de Gonnosfanadiga, Sisinnio Zanda en ese momento, como consejero del hotelero Marco Sardu y como secretario del abogado Franco Loi. La liga se asoció inmediatamente a la NF-Board, en esa época la junta principal de Fútbol independiente de la FIFA, que organizó la Copa Mundial VIVA. Si bien permanece afiliado oficialmente a esta confederación hasta su disolución en 2008, nunca se formó una selección sarda, ni siquiera para partidos amistosos, a excepción de un torneo amateur en la Toscana en el que el propio Sogus ingresó a un equipo llamado "Cerdeña" pero con jugadores toscanos sin orígenes isleños.

### Fundación de la FINS y afiliación a CONIFA
En 2012, gracias a las iniciativas culturales del Proyecto República de Cerdeña, otro partido separatista, la Federación Nacional de Deportes de Cerdeña (en sardo, Federatzione Isport Natzionale Sardu), fue creada con el objetivo de crear selecciones nacionales sardas, no solo limitadas al fútbol. Un ejemplo de ello es la creación del equipo de fútbol sala de Cerdeña, la cual jugó en 2012 y 2013 primero en Fordongianus y luego en Nuoro algunos amistosos contra la selección homóloga de Cataluña.
Simultáneamente, en 2013, debido a la desafortunado desastre de las riadas de Cerdeña, que causó 19 víctimas, la sociedad sarda volvió a proponer la creación de una selección de fútbol, aunque solamente fuera para un partido benéfico capaz de recaudar fondos para las víctimas y para la reconstrucción de los centros habitados afectados por el desastre natural. Vittorio Sanna, periodista de Assemini (una de las ciudades destruidas por el desastre) y comentarista de radio de Cagliari Calcio se propuso para esta organización y se puso en contacto con varios jugadores profesionales de fútbol de Cerdeña en ese momento. Al principio, se propuso partido amistoso contra el equipo de Serie A Cagliari Calcio pero el presidente Massimo Cellino no dio su consentimiento. Posteriormente, se intentó organizar otro partido amistoso contra Córcega y la fecha se fijó para mayo del año siguiente, pero finalmente el plan fue abandonado.
Solo 5 años después, los proyectos de Sanna y los planes de la FINS coincidieron y el 13 de octubre de 2018 la Federación anunció la afiliación a la ConIFA, la máxima organización internacional para el fútbol no afiliada a la FIFA, que agrupa a todas las "selecciones sin estado" y organiza la Copa Mundial de Fútbol de ConIFA, un trofeo que reemplazó a la Copa Mundial VIVA. Simultáneamente con su entrada a CONIFA, la federación sarda anunció su participación en el Copa Europa de ConIFA 2019 en Artsaj. La semana siguiente se anunció el nuevo director técnico, el sardo Bernardo Mereu, entrenador histórico sardo que dirigió las formaciones en islas en los diversos campeonatos profesionales e interregionales.
Tras años de inactividad, la selección sarda jugaría en el Estadio Franco Frogheri en Nuoro el 19 de marzo de 2019 contra los Istrangios de Sardigna, una selección formados por los mejores militantes extranjeros en las formaciones de aficionados de Cerdeña, ganando por 7–1. Francesco Virdis del Savona F.B.C. marcó un triplete, Daniele Molino de Sanremese, Samuele Spano, Toni Gianni y Daniele Bianchi metieron un gol cada uno. Debido a ello, se convocó a más de 50 jugadores: los clubes profesionales, sin embargo, dada la actual temporada deportiva, no dieron el "visto bueno" para participar. Por lo tanto, el equipo estaba compuesto solo por jugadores aficionados, con la excepción of dos jugadores del Arzachena Costa Smeralda, Robert Acquafresca (FC Sion) y Paolo Dametto (FeralpiSalò).
Sin embargo, el 6 de mayo de 2019, Cerdeña anunció su retirada en la Copa Europa de CONIFA 2019 en Artsaj, denunciando la ausencia de garantías organizativas y logísticas para permitir que la Natzionale, compuesta por jugadores profesionales, enfrente un viaje tan exigente, decidiendo desviar el compromiso con la organización del partido amistoso contra Córcega. Pese al abandono del evento, la federación ha garantizado la permanencia en CONIFA.
El 25 de enero de 2020, la Federación de Cerdeña anunció a Vittorio Pusceddu como su nuevo entrenador (ex-defensa que jugó en Cagliari Calcio, S. S. C. Napoli, A.C.F. Fiorentina y Torino F.C.) quien tomó el lugar de Bernardo Mereu después de un año de gestión.

## Estadísticas
| Copa Europa de ConIFA | Copa Europa de ConIFA    | Copa Europa de ConIFA    | Copa Europa de ConIFA    | Copa Europa de ConIFA    | Copa Europa de ConIFA    | Copa Europa de ConIFA    | Copa Europa de ConIFA    | Copa Europa de ConIFA |
| Año                   | Posición                 | PJ                       | PG                       | PE                       | PP                       | GF                       | GC                       |                       |
| --------------------- | ------------------------ | ------------------------ | ------------------------ | ------------------------ | ------------------------ | ------------------------ | ------------------------ | --------------------- |
| 2015                  | No era miembro de ConIFA | No era miembro de ConIFA | No era miembro de ConIFA | No era miembro de ConIFA | No era miembro de ConIFA | No era miembro de ConIFA | No era miembro de ConIFA |                       |
| 2017                  | No era miembro de ConIFA | No era miembro de ConIFA | No era miembro de ConIFA | No era miembro de ConIFA | No era miembro de ConIFA | No era miembro de ConIFA | No era miembro de ConIFA |                       |
| 2019                  | Se retiró                | Se retiró                | Se retiró                | Se retiró                | Se retiró                | Se retiró                | Se retiró                |                       |
| 2021                  | Se retiró                | Se retiró                | Se retiró                | Se retiró                | Se retiró                | Se retiró                | Se retiró                |                       |
| Total                 | 0/3                      | -                        | -                        | -                        | -                        | -                        | -                        |                       |

| Copa Mundial de ConIFA | Copa Mundial de ConIFA   | Copa Mundial de ConIFA   | Copa Mundial de ConIFA   | Copa Mundial de ConIFA   | Copa Mundial de ConIFA   | Copa Mundial de ConIFA   | Copa Mundial de ConIFA   | Copa Mundial de ConIFA |
| Año                    | Posición                 | PJ                       | PG                       | PE                       | PP                       | GF                       | GC                       |                        |
| ---------------------- | ------------------------ | ------------------------ | ------------------------ | ------------------------ | ------------------------ | ------------------------ | ------------------------ | ---------------------- |
| 2014                   | No era miembro de ConIFA | No era miembro de ConIFA | No era miembro de ConIFA | No era miembro de ConIFA | No era miembro de ConIFA | No era miembro de ConIFA | No era miembro de ConIFA |                        |
| 2016                   | No era miembro de ConIFA | No era miembro de ConIFA | No era miembro de ConIFA | No era miembro de ConIFA | No era miembro de ConIFA | No era miembro de ConIFA | No era miembro de ConIFA |                        |
| 2018                   | No era miembro de ConIFA | No era miembro de ConIFA | No era miembro de ConIFA | No era miembro de ConIFA | No era miembro de ConIFA | No era miembro de ConIFA | No era miembro de ConIFA |                        |
| 2020                   | Cancelado                | Cancelado                | Cancelado                | Cancelado                | Cancelado                | Cancelado                | Cancelado                |                        |
| Total                  | 0/4                      | -                        | -                        | -                        | -                        | -                        | -                        |                        |

## Partidos
| Fecha               |         | Marcador       | Rival                  | Estadio                       | Sede             | Competición        |
| ------------------- | ------- | -------------- | ---------------------- | ----------------------------- | ---------------- | ------------------ |
| 5 de junio de 1990  | Cerdeña | 2-10           | Inglaterra             | Stadio Tharros                | Oristán          | Amistoso           |
| julio de 1997       | Cerdeña | 1-0            | Córcega                | Stadio Quadrivio              | Nuoro            | Amistoso           |
| 19 de marzo de 2019 | Cerdeña | 7-1            | Istrangios de Sardigna | Stadio Franco Froghieri       | Nuoro            | Amistoso           |
| 2 de junio de 2019  | Cerdeña | 1-1 (1-4 pen.) | Córcega                | Stadio Bruno Nespoli          | Olbia            | Amistoso           |
| 15 de mayo de 2022  | Cerdeña | 13-1           | torpé                  | Campo Sportivo "Tonino Cossu" | Torpe , Italia   | Amistoso           |
| 10 de junio de 2022 | Cerdeña | 1-4            | Sicilia                | Stadio Nino Vaccara           | Mazara del Vallo | Amistoso           |
| 22 de mayo de 2024  | Cerdeña | 0-3            | Córcega                | Santos-Manfredi               | Corte , Francia  | Copa de Córcega SF |
| 25 de mayo de 2024  | Cerdeña | 0-1            | Sicilia                | N/A                           | Afa , Francia    | Copa de Córcega SF |